# Ілазґі
Ілазґі (перс. ایلزگی) — село в Ірані, входить до складу дехестану Південний Барандузчай у Центральному бахші шахрестану Урмія провінції Західний Азербайджан.